# Marco II di Costantinopoli
Marco II Xylokaravis (in greco Μάρκος Β΄ Ξυλοκαράβης?, in bulgaro Марк Ксилокарав?, in macedone Марко Ксилокараф?; fl. XV secolo) è stato un arcivescovo ortodosso greco, patriarca ecumenico di Costantinopoli dal 1465 al 1466.

## Biografia
La fonte principale è un documento del Senato di Venezia datato 26 giugno 1466, che ordinava al governo veneziano di Creta di impedire a Marco e a suo padre di rifugiarsi sull'isola. Da questo documento studiosi come Vitalien Laurent deducono che nel giugno del 1466 Marco fosse già patriarca, che lui e la sua famiglia fossero stati in precedenza a Creta e che si opponeva all'unione delle Chiese occidentali-orientali a seguito del Grande Scisma, unione voluta dal Concilio di Firenze e sostenuta dalla Repubblica di Venezia.
Marco divenne metropolita di Adrianopoli nel 1464, e nell'autunno del 1465 (o all'inizio del 1466) fu eletto patriarca di Costantinopoli con il sostegno di arconti laici come il Cartofilace Giorgio Galesiota, il Megas Ekklesiarches (cioè il Capo Sacrestano) Manuele (il futuro patriarca Massimo III), nonché il segretario del Sultano Demetrios Kyritzes. Alcuni vescovi ortodossi hanno rifiutato di commemorarlo durante la Divina Liturgia, come segno di non riconoscimento del patriarcato, probabilmente accusandolo di simonia.
Marco si scontrò principalmente con il gruppo composto dai nobili del recente conquistato impero di Trebisonda, costretti a trasferirsi a Costantinopoli dopo la cattura di Trebisonda da parte degli Ottomani nel 1461. Questo gruppo sostenne come proprio candidato al trono patriarcale il futuro Simeone. Simeone riuscì ad ottenere il trono, regalando immediatamente 2000 pezzi d'oro al governo ottomano, iniziando così pratiche simoniache che segnarono la storia del patriarcato di Costantinopoli per i secoli avvenire. Secondo Laurent, che colloca il patriarcato di Marco dopo quello di Simeone, fu Marco che acquistò il trono patriarcale pagando 2000 pezzi d'oro.
Qualunque sia stata la causa, Marco fu deposto dal trono, rischiando la lapidazione, nell'autunno 1466 o all'inizio del 1467. Fu presto riabilitato e nominato dal sultano Maometto II Arcivescovo di Ocrida. L'arcivescovado di Ocrida era all'epoca il principale centro religioso semi-autonomo della Bulgaria ottomana. La data della morte di Marco non è nota.

## Datazione del suo regno
Gli esatti anni del regno di Sofronio I sono contestati. Molti studiosi, come Kiminas (2009), Runciman (1985), Grumel (1958), il vescovo Germano di Sardi (1933), nonché il sito ufficiale del Patriarcato ecumenico, seguono le cronache di Doroteo di Monvasia e pongono il regno di Marco II prima di quello Simeone I, nell'intervallo dal 1465 al 1467.
Laurent (1968), seguito da Podskalsky (1988), ritiene che gli scontri con Simeone si siano verificati quando Marco era ancora metropolita di Adrianopoli e pone il regno di Simeone prima di quello di Marco. Laurent, inoltre, suggerisce un secondo patriarcato di Marco dopo il primo regno di Dionisio I alla fine del 1471.